# Soutra Aisle

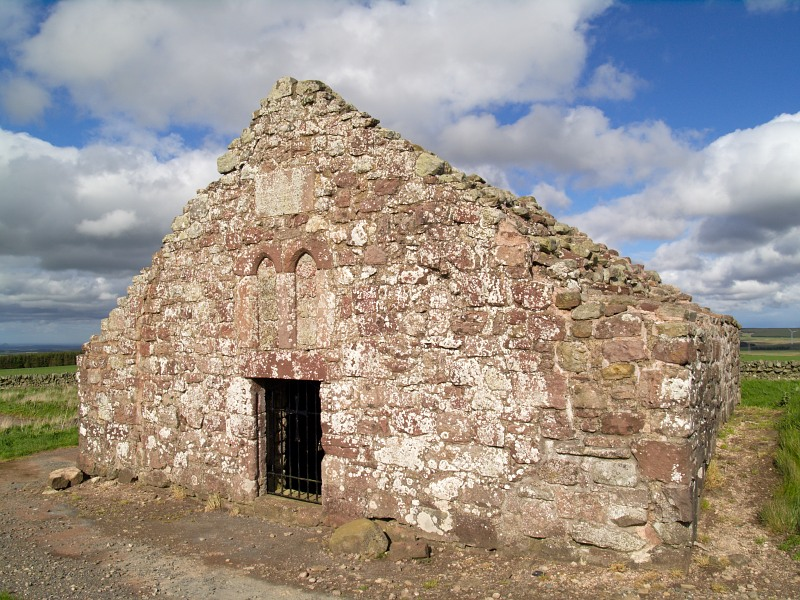
Ruiny szpitala w Soutra Aisle

Soutra Aisle − ruiny miejscowości w południowej Szkocji, położonej na dawnej trasie pielgrzymek z Edynburga do klasztorów w północnej Anglii. 

## Historia
W 1164 roku szkocki król Malcolm IV nakazał wybudować w tym miejscu klasztor augustianów, których zadaniem miała być opieka nad chorymi pielgrzymami. Wkrótce zdobył on sławę jednego z najznamienitszych szkockich szpitali. 

## Odkrycie
W ruinach szpitala przeprowadzono badania, z których wynika, że medycyna średniowieczna stała tam na niezwykle wysokim poziomie. Mnisi przeprowadzali skomplikowane operacje chirurgiczne, leczyli depresję, a także objawy szkorbutu.